# کلیسای سنت جان

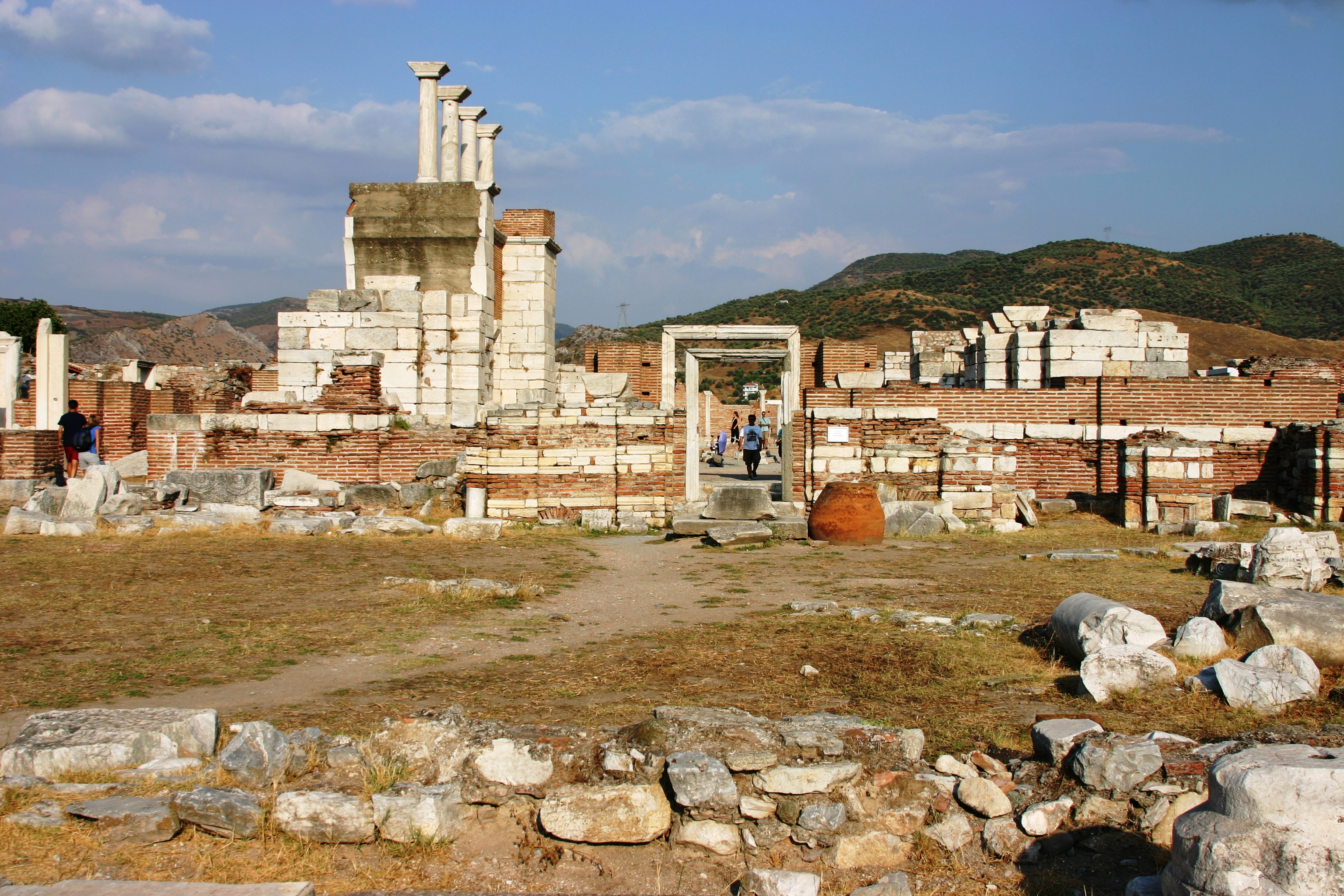
خرابه‌های کلیسا.

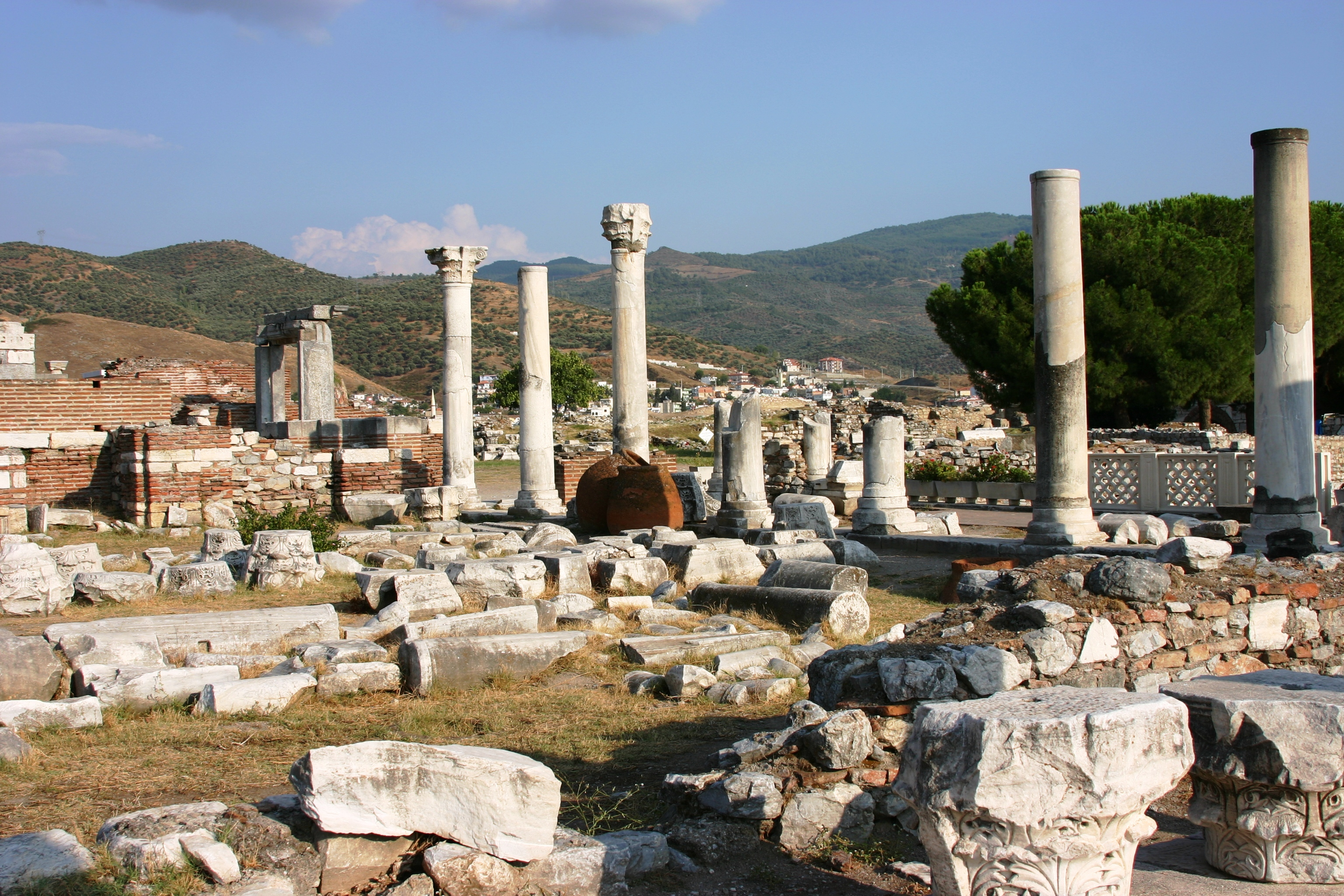
خرابه‌های کلیسا.

کلیسای سنت جان (انگلیسی: Basilica of St. John) یک کلیسا در شهر افسس بود که توسط ژوستینین یکم (یوستینیانوس)، در قرن ۶ میلادی ساخته شد. این کلیسا به افتخار «سنت جان» یا یوحنای رسول از حواریون برگزیده عیسی مسیح ساخته شد و معتقدند که مقبره موجود در آن مربوط به وی می‌باشد و از آن پس این کلیسا به زیارتگاه یکی از رسولان مقدس در قسطنطنیه تبدیل شد.
ساخت و ساز کلیسا توسط اسقف ، هیپاتیوس (Hypatius) در سال ۵۴۸م شروع و ۵۶۵ کامل شد. آرامگاه سنت جان به عنوان یک سازه بزرگ در آسیای صغیر نادر بود و پس از پایان ساخت، مراسم افتتاح آن به عنوان یکی از مقدس‌ترین کلیساها در زمان خود، با افتخار بزرگی برگزار شد.
خرابه‌های کلیسا امروزه در دامنه تپه‌های ایاسلوک، در زیر قلعه و در نزدیکی مرکز شهر سلجوک، استان ازمیر، ترکیه و حدود ۳٫۵ کیلومتری (۲٫۲ مایل) افسس است.

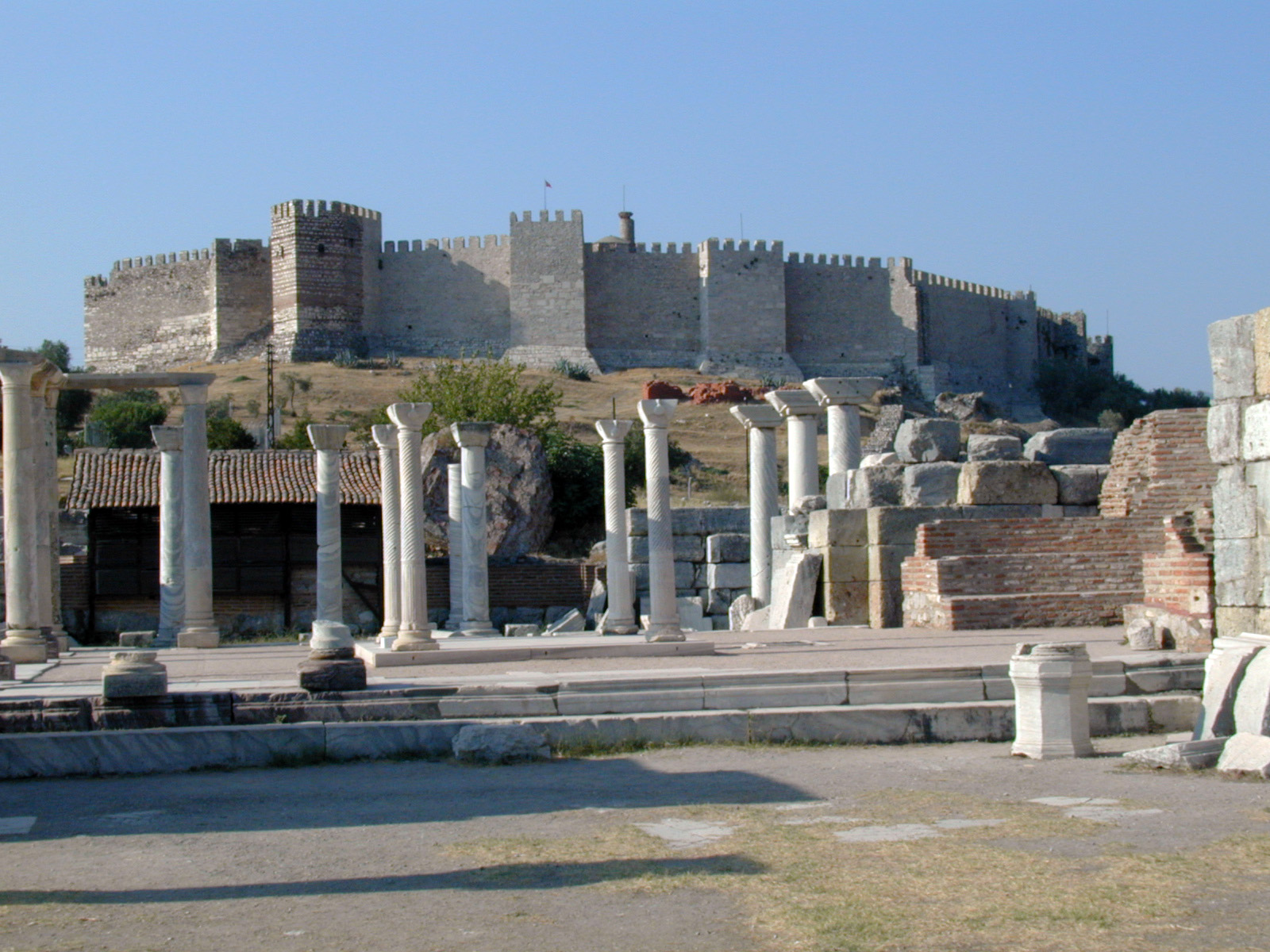
نمای خارج از کلیسا

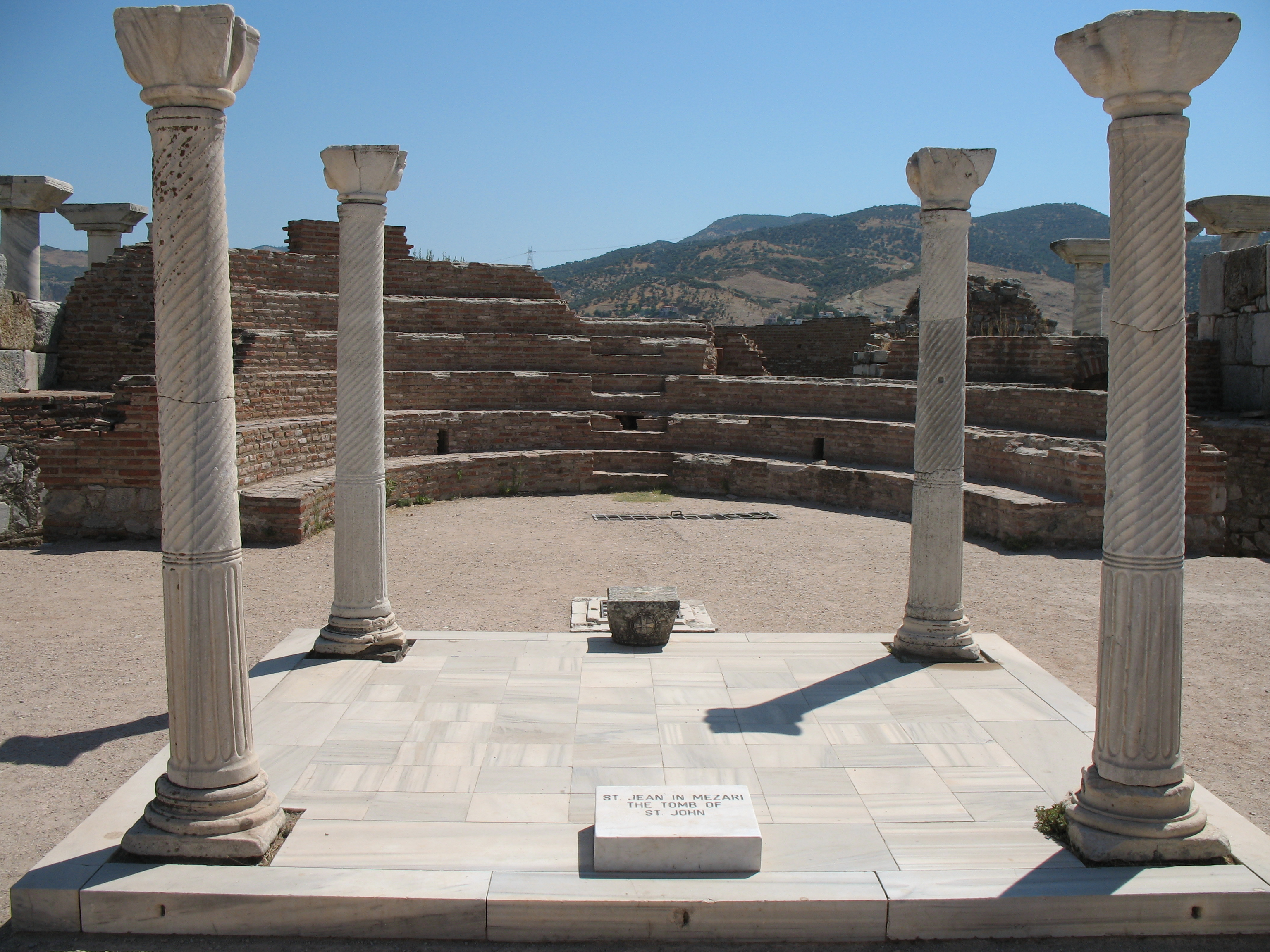
مقبره سنت جان